# Ахтирка
Ахтирка е град в Сумска област, Украйна.
Населението му е 49 111 жители (2012). Намира се в часова зона UTC+2.
Основан е през 1641 г. и скоро става седалище на един от петте полка на Слободска Украйна. Получава статут на град през 1703 г.